# Revolution Roulette
Revolution Roulette (с англ. Рулетка Революции) — третий альбом финской рок-группы Poets of the Fall, выпущен 26 марта 2008 года в Финляндии.

## Об альбоме
Основная суть большинства композиций в альбоме состоит в критике человеческой сущности, его негативных качеств, таких как: жадность; желание добиться чего-то, наплевав на интересы других; зависимость от нередко говорящих неправду средств массовой информации и т.д.

## Список композиций
1. «More» — 4:01
2. «The Ultimate Fling» — 6:55
3. «Revolution Roulette» — 5:55
4. «Psychosis» — 4:23
5. «Fragile» — 4:08
6. «Clevermind» — 3:38
7. «Miss Impossible» — 3:52
8. «Diamonds for Tears» — 4:07
9. «Passion Colors Everything» — 3:51
10. «Save Me» — 3:31
11. «Where Do We Draw the Line» — 5:09

## Даты выхода
| Страна       | Дата выхода    |
| ------------ | -------------- |
| Финляндия    | 26 марта, 2008 |
| Мир (iTunes) | 12 апреля 2008 |

### Синглы
| Сингл              | Даты выхода      | Позиция в чартах |
| Сингл              | Финляндия        | Финляндия        |
| ------------------ | ---------------- | ---------------- |
| The Ultimate Fling | 6 February, 2008 | 2                |
| Diamonds for Tears | 21 May, 2008     | 13               |